# 判決 (国際司法裁判所)
本項目では国際司法裁判所の判決（はんけつ）について述べる。国際司法裁判所(ICJ)の係争事件では基本的に国家のみが当事者となることができるが、国連総会や国連安保理などといった国連機関による諮問に対してICJが下す意見のことを勧告的意見といい、国家間の裁判における係争事件の判決とは区別される。ICJ規程第59条によりICJの判決は紛争当事国に対してだけ法的拘束力がおよぶことと定められており、これにより判例としての先例拘束性は否定されている。しかし実際には裁判で多くの過去の裁判例が引用されており、実質的に判例法としての役割を果たしている。

## 概要
ICJ規程第55条により、ICJの判決は出席する裁判官の過半数によって決せられ、賛否同数の場合には裁判長の決定投票による。判決には理由が示されなければならないとされる(ICJ規程第56条)。国連憲章第94条第1項において国際司法裁判所(ICJ)の判決は紛争当事国に対して法的拘束力をもつと定められるが、ICJ規程第59条では、判決の法的拘束力は紛争当事国の間で当該事件に関してのみ及ぶものと定められているため、規程の上ではICJの判決に先例拘束性は認められていない。しかしICJが先例と類似する状況で先例と異なる判断をする場合、過去の事案との違いや当該紛争の特殊性などを指摘し先例を退けるという手法をとっているのに対し、先例と同じ判断をする場合には特段の説明もなく先例に従うことが通例となっているため、実際には規程第59条の定めにもかかわらず先例は後の判決に強い拘束性を持っている。これは法の確実性の確保のためには判例の継続性維持が必要であるためといえる。また、他の国際裁判所の判例や国内判例がICJの判決中の判断や推論を基礎づける根拠として用いられることもある。

## 判決の履行
国連憲章第94条第1項ではICJの判決には法的拘束力があると定められる。しかし国家権力が判決履行を強制する国内裁判と違い、その国家が当事者となるICJの裁判においては国家の上に立つ世界政府などといった国家に判決を強制する権力は存在しない。一方の紛争当事国がICJの判決に従わない場合、もう一方の紛争当事国は国連安保理に提訴することができるとされているが(国連憲章第94条第2項)、そうした場合の安保理の手続きや措置については明確な定めはなく、国連憲章第7章に基づく安保理の強制措置に関する決定は安保理常任理事国の拒否権行使が認められているため(国連憲章第27条第3項)、常任理事国が紛争当事国となりICJの判決履行を拒否する場合には、紛争当事国たる安保理常任理事国に対して強制措置が発動する可能性は極めて低い。常任理事国によりICJの判決が履行されなかった事例としては1986年のニカラグア事件が挙げられる。もっとも、ICJの判決はほとんどの場合自発的に履行されており、ニカラグア事件のように当事国が履行を拒否するケースはまれである。